# 0828
0828 è il prefisso telefonico del distretto di Battipaglia, appartenente al compartimento di Napoli.
Il distretto comprende la parte nord-orientale della provincia di Salerno. Confina con i distretti di Salerno (089) a ovest, di Sant'Angelo dei Lombardi (0827) a nord, di Muro Lucano (0976), di Potenza (0971) e di Sala Consilina (0975) a est e di Vallo della Lucania (0974) a sud.

## Aree locali e comuni
Il distretto di Battipaglia comprende 37 comuni inclusi nelle 3 aree locali di Battipaglia, Capaccio Paestum (ex settori di Albanella, Capaccio, Postiglione, Roccadaspide e Sant'Angelo a Fasanella) e Contursi Terme (ex settori di Buccino, Contursi Terme e Laviano). I comuni compresi nel distretto sono: Albanella, Altavilla Silentina, Aquara, Battipaglia, Bellizzi, Bellosguardo, Buccino, Campagna, Capaccio Paestum, Castel San Lorenzo, Castelcivita, Castelnuovo di Conza, Colliano, Controne, Contursi Terme, Corleto Monforte, Eboli, Felitto, Giungano, Laviano, Olevano sul Tusciano, Oliveto Citra, Ottati, Palomonte, Petina, Postiglione, Ricigliano, Roccadaspide, Romagnano al Monte, Roscigno, San Gregorio Magno, Sant'Angelo a Fasanella, Santomenna, Serre, Sicignano degli Alburni, Trentinara e Valva .